# Koleszár László
Koleszár László (Kolozsvár, 1888. október 8. – Caracas, Venezuela, 1965. február 12.) sebészorvos, egyetemi magántanár, orvosi szakíró.
| Koleszár László                           | Koleszár László                                    |
| Kattints az alábbi külső linkek egyikére! | Kattints az alábbi külső linkek egyikére!          |
| ----------------------------------------- | -------------------------------------------------- |
| Nem található szabad kép.(?)              |                                                    |
| külső link · jogvédett                    | Koleszár László fényképe. Erdélyi monográfia. 251. |

## Életútja
Középiskolai tanulmányait szülővárosa Református Kollégiumában végezte, 1907-ben. A Kolozsvári Magyar Királyi Ferenc József Tudományegyetemen orvosi oklevelet szerzett (1912). Különleges fül-, orr- és gégészeti tanulmányokat folytatott Berlinben. Az első világháborúban sebész-ezredorvosként teljesített szolgálatot. 1919 után Kolozsvárt a Vörös Kereszt Szanatórium főorvosa volt, majd magánszanatóriumot nyitott. A Magyar Sebész Társaság igazgató tanácsának erdélyi tagja, az Erdélyi Orvosi Lap szerkesztője (1920–25), az EME orvostudományi szakosztályának titkára, majd elnöke, a kolozsvári Magyar Zenekonzervatórium ügyvezető elnöke. A pécsi Erzsébet Tudományegyetemen magántanári képesítést szerzett (1940), a kolozsvári Ferenc József Tudományegyetem ortopéd kórházának igazgató főorvosa (1940–44). A második világháború után Ausztriában, a salzburgi UNRRA-kórházban dolgozott (1945–48), majd nyugdíjazásáig a venezuelai Barquinsetóban folytatott orvosi gyakorlatot (1949–60).

## Munkássága
Nagyszámú tudományos dolgozatában, melyek a Magyar Sebész Társaság és az EME kiadványaiként jelentek meg, a felső légutak és a fül sebészetében szerzett tapasztalatait dolgozta fel, általános kórtani megfigyeléseket közölt s új eljárásokat ismertetett a csonttörések kezelésénél. Katonaorvosi gyakorlatából merítette Gránát-robbanással kapcsolatosan a koponyát érő külerőszak által létrejött süketségről és süketnémaságról c. tanulmányát (az EME Orvostudományi Szakosztályának Értesítője, Kolozsvár, 1916).
Mind szak-, mind tudománynépszerűsítő előadásaival tevékenyen fejlesztette az erdélyi magyar egészségügyet. Írásai jelentek meg budapesti szaklapokban, az Orvosi Szemlében a Clujul Medical (1929) és a Pásztortűz (1932) hasábjain is. Az EME orvosi nagygyűléseinek sorában Marosvásárhelyen a gégerák kezeléséről és a vértranszfúzióról értekezett (Az EME IX. Vándorgyűlésének Emlékkönyve, Kolozsvár, 1931), a kicsiny és nagy termet biológiai okait fejtegette a brassói nagygyűlésen (1934). Elsősegély c. népszerűsítő brosúráját (1938) az EME adta ki.

## Tudományos közleményeiből[1]
- Alkar- és lábszártörések kezelése Új typusú spirálrugós extensiós készülékkel. 1921. Minerva rt. 13  l. (1921. VII. sz.-ból.)
- Állkapocs alatti lymphoma peroralis műtéte. 1921. Minerva kny. 4 l. (1921. II. évf.)
- Belső secretiós (endocrin) mirigyek sebészi vonatkozása. 1924. 58  l. (1924. V. évf. 20-21. sz.)
- A jodtinctura a sebészetben különös tekintettel bőrdessinficiáló hatására. [1922.] Minerva rt. 27  l. Az Erdélyi Orvosi Lap tudományos közleményei. Klny. III. évf. 1922. június 1. és 15-i sz.-ból.)
- Megemlékezés Chiariról, Onodiról és Killiánról. 1921. Minerva Rt. 11  l. (1921. máj. 1. 9-10. sz.-ból.)
- Otitis media chronica-hoz társult multiplex-agytályog műtéttel gyógyult esete. 1925. Gutenberg kny. 2  l. (1925. VI. évf. 19. sz.)